# Sgùrr Breac
Der Sgùrr Breac ist ein als Munro und Marilyn eingestufter, 999 m (3.278 ft) hoher Berg in den schottischen Highlands. Sein gälischer Name kann in etwa mit Gefleckte Spitze übersetzt werden. Er liegt in der Berggruppe der Fannichs, gut 50 Kilometer nordwestlich von Inverness und ist deren dritthöchster Gipfel.
Zusammen mit dem mit 997 m (3.271 ft) nur geringfügig niedrigeren A’ Chailleach liegt der Sgùrr Breac etwas abgesetzt von der Hauptgruppe der Fannichs rund um den Sgùrr Mòr, getrennt durch einen Bergsattel auf rund 550 m Höhe. Während die Nord- und Nordostseite des Berges beidseits des kurzen und wenig markanten Nordgrats steile felsdurchsetzte Abbrüche aufweist, fällt er nach Süden in Richtung Loch Fannich deutlich moderater mit Gras- und Heideflächen ab. Getrennt werden beide Seiten durch den bis in den Sattel führenden Südostgrat. An diesen schließt sich auf der Südseite das steile grasige Coire Saobhaidhe an, dessen Westseite einige wenige felsige Abbrüche aufweist. Nach Westen schließt sich, getrennt durch den etwa 870 m hohen Bealach a’ Choire Bhric der 935 m (3.068 ft) hohe Vorgipfel Toman Còinnich an, der aufgrund der geringen Schartenhöhe nicht als eigenständiger Gipfel, sondern lediglich als Munro-Top eingestuft wird. Vom Toman Còinnich verläuft mit dem Druim Rèidh ein langer Grat nach Norden. Zusammen mit dem Nordgrat des Hauptgipfels umschließt er das Coire Breac, das über eine Geländestufe in das Tal des nach Norden fließenden Allt Breabaig abfällt. Westlich des Toman Còinnich besteht über einen weiteren Sattel Übergang zum benachbarten A’ Chailleach.

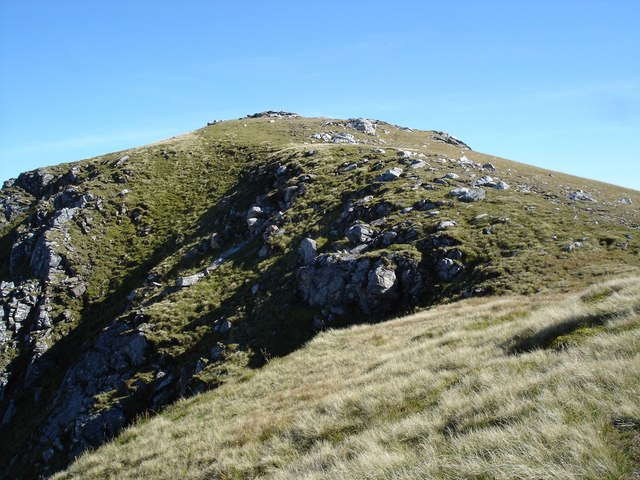
Der Gipfelbereich des Sgùrr Breac
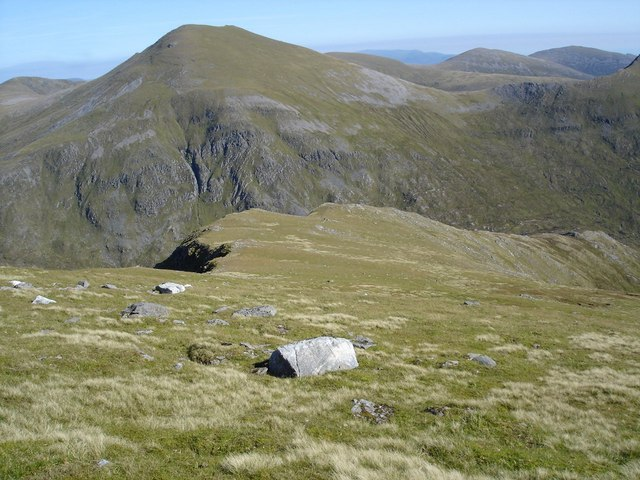
Blick vom Gipfel über den Südostgrat, im Hintergrund der Sgùrr nan Clach Geala
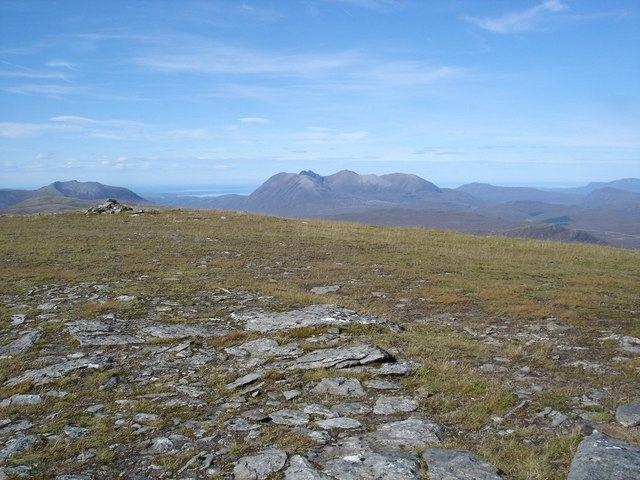
Blick vom Gipfelplateau nach Nordwesten, im Hintergrund das Massiv des An Teallach
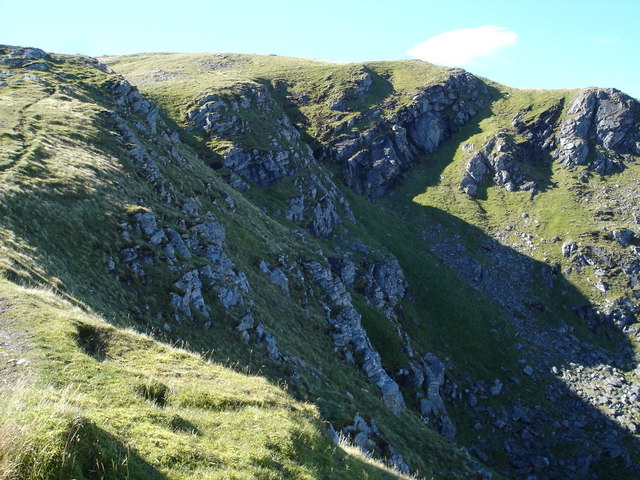
Die Felsabbrüche auf der Nordostseite des Sgùrr Breac

Wie die zentrale Kette der Fannichs liegt auch die etwas abgesetzte Berggruppe um den Sgùrr Breac abseits öffentlicher Straßen und erfordert relativ lange Anstiege. Viele Munro-Bagger besteigen den Sgùrr Breac gemeinsam mit dem A’ Chailleach. Ausgangspunkt für eine Besteigung des Sgùrr Breac ist ein Abzweig von der A832 westlich von Braemore Junction in der Nähe des Ostendes von Loch a’ Bhraoin. Vom Ostende des Sees führt der kürzeste Aufstieg über den Druim Rèidh zum Vorgipfel Toman Còinnich und über den Verbindungssattel weiter nach Osten zum durch einen Cairn markierten Hauptgipfel. Alternativ ist auch über den Sattel zwischen Sgùrr nan Clach Geala und Sgùrr Breac und den Südostgrat eine Besteigung des Berges möglich.